# Amphilophus diquis
Amphilophus diquis är en fiskart som först beskrevs av Bussing, 1974.  Amphilophus diquis ingår i släktet Amphilophus och familjen Cichlidae. Inga underarter finns listade i Catalogue of Life.